# The Freeman
The Freeman (também chamada The Freeman: Ideas on Liberty ou Ideas on Liberty) foi uma revista libertária estadunidense publicada pela Foundation for Economic Education (FEE). Foi fundada em 1950 por John Chamberlain, Henry Hazlitt e Suzanne La Follette. Em 1954, foi comprada por uma empresa de propriedade da FEE, e em 1956 a FEE assumiu o controle direto da revista.
Em setembro de 2016, a FEE anunciou o encerramento definitivo da publicação de The Freeman.

## Contexto
Outras publicações anteriores chegaram a usar o nome The Freeman, algumas das quais foram predecessoras intelectuais da revista fundada em 1950.

### The Freeman(1920–1924)
De 1920 a 1924, Albert Jay Nock, um escritor e crítico social libertário, editou uma revista semanal chamada The Freeman. Essa revista foi financiada pelo coeditor Francis Neilson, um escritor britânico e ex-membro do Parlamento, e sua esposa Helen Swift Neilson, uma rica herdeira do setor de processamento de carne. Os Neilsons já haviam financiado o The Nation quando Nock escrevia lá. Nock conseguiu que sua colega de Nation Suzanne La Follette se juntasse ao seu novo empreendimento como editora assistente, com Walter Fuller (marido de Crystal Eastman) como editor-chefe. Outros colaboradores incluíram Conrad Aiken, Charles A. Beard, William Henry Chamberlin, John Dos Passos, Thomas Mann, Lewis Mumford, Bertrand Russell, Carl Sandburg, Lincoln Steffens, Louis Untermeyer e Thorstein Veblen. La Follette reviveu o periódico como The New Freeman em março de 1930, mas a revitalização foi descontinuada um ano depois.

### The Freeman(1937–1942)
Em 1937, Frank Chodorov iniciou outra revista chamada The Freeman. Era uma revista mensal que promovia a filosofia de Henry George e saía pela Henry George School of Social Science. Não era uma reedição da revista de Nock, mas Nock foi um colaborador ocasional. Em 1942, Chodorov foi demitido pela Escola Henry George devido a diferenças políticas, sobretudo porque Chodorov permaneceu abertamente crítico do ato político de guerra, e em 1943 a revista foi renomeada para Henry George News.
Em 1939, Leonard Read, então gerente da Câmara de Comércio de Los Angeles, criou uma pequena editora chamada Pamphleteers, Inc., com o propósito de publicar obras pró-liberdade, começando com Give Me Liberty de Rose Wilder Lane. A Pamphleteers, Inc usou "The Freeman" como o nome geral de sua série de livros.

## Primeiros anos
A nova revista chamada The Freeman foi fundada em 1950, com os esforços de John Chamberlain, Henry Hazlitt e Isaac Don Levine. Chamberlain e Hazlitt escreveram para a revista anticomunista Plain Talk, na qual Levine era editor. Todos os três estavam insatisfeitos com a abordagem negativa da oposição ao comunismo e queriam um projeto que espalhasse uma mensagem mais positiva. Arrecadaram US$ 200.000 em financiamento com a ajuda do importador têxtil Alfred Kohlberg (um dos financiadores do Plain Talk), do executivo da DuPont Jasper Crane, do presidente da Sun Oil J. Howard Pew e do ex-presidente dos Estados Unidos Herbert Hoover. Levine desistiu antes do início da publicação, então Chamberlain e Hazlitt trouxeram La Follette, que havia trabalhado na Freeman de Nock, e também na Plain Talk. O conselho da nova publicação incluía o executivo de publicidade Lawrence Fertig, o jurista Roscoe Pound e os economistas Ludwig von Mises e Leo Wolman. Também fazia parte do conselho Read, que em 1946 fundou a FEE.
A revista foi lançada em outubro de 1950 com 6.000 assinantes, a maioria trazidos da Plain Talk, que havia encerrado a publicação em maio. Esperava-se que fosse uma operação com fins lucrativos; e, em 1952, havia alcançado 22.000 assinantes: estava quase conseguindo se sustentar. No entanto, desentendimentos internos sobre política desestabilizaram a operação. Chamberlain e La Follette haviam defendido posições em favor do senador Joseph McCarthy, um anticomunista ferrenho, e do senador Robert A. Taft, um candidato nas primárias presidenciais republicanas daquele ano. Essas posições levaram a conflitos com Hazlitt e membros do conselho. Hazlitt se demitiu em outubro de 1952, mas em fevereiro de 1953 tanto Chamberlain quanto La Follette se demitiram, e Hazlitt retornou como único editor. Ele renunciou novamente no início de 1954.

## Transferência para a FEE
Em junho de 1954, a revista havia perdido US$ 400.000 e estava à beira do fechamento. Em vez de deixá-la fechar, Read decidiu comprar a revista: criou uma nova empresa com fins lucrativos, a Irvington Press, com a FEE como proprietária, e a Irvington comprou a The Freeman. Trouxe Chodorov, antigo editor da outra Freeman (adepta de Henry George) como o novo editor, começando com a edição de julho de 1954. Chodorov concentrou a revista mais em questões econômicas, adotando posturas libertárias mais explícitas do que os editores anteriores. Ele também promoveu uma política externa não intervencionista, o que gerou debates com conservadores mais tradicionais. Embora o conteúdo fosse diferente, a revista continuou a dar prejuízo, custando 90 mil dólares em 18 meses.
Incapaz de impedir que a revista perdesse dinheiro, Read entregou-a para a organização sem fins lucrativos FEE. A revista se tornou a principal ferramenta de divulgação da fundação. Com um novo formato e um novo foco, foi bem-sucedida: em dois anos, atingiu 42.000 assinantes, e a base de doadores da FEE mais que duplicou.

## Nome
Em 1955, a FEE lançou uma revista trimestral chamada Ideas on Liberty. Quando a FEE adquiriu o The Freeman, os dois foram fundidos e chamados de The Freeman: Ideas on Liberty. Em janeiro de 2000, a revista foi renomeada para Ideas on Liberty, embora tenha mantido o formato e o conteúdo que tinha desde a fusão. O título duplo foi restaurado com a edição de dezembro de 2003. A partir da edição de outubro de 2012, a revista passou a se chamar apenas The Freeman, sem subtítulo. No outono de 2015, a FEE removeu a marca Freeman de seus artigos na web, e Freeman se referia exclusivamente à revista impressa trimestral da época.

## Influência
Em geral considera-se The Freeman uma importante predecessora da revista conservadora National Review, que foi fundada em 1955, e que, desde sua concepção, incluía muitos dos mesmos editores.
Em mais de meio século de publicação, The Freeman apresentou artigos de economistas, empresários, professores, estadistas (nacionais e estrangeiros), estudantes, donas de casa, escritores freelancers e intelectuais libertários iniciantes. Muitos de seus autores se tornaram renomados autores, professores e fundadores de organizações libertárias.

## Funcionários
Os editores do The Freeman incluem Hazlitt, Chamberlain, La Follette, Chodorov, Paul L. Poirot, Brian Summers, Charles Hamilton e John Robbins. Chamberlain se tornou o crítico regular de livros da FEE e suas resenhas saíram no The Freeman até sua morte em 1995. Como presidente da FEE, Read também era um colaborador regular, assim como o conselheiro econômico da FEE, Ludwig von Mises. Outros colaboradores na década de 1950 incluíram: Barbara Branden, James Burnham, John Dos Passos, Max Eastman, John T. Flynn, FA Hayek, Frank Meyer, Raymond Moley, Roscoe Pound, Wilhelm Röpke, Murray Rothbard, Morrie Ryskind e George Sokolsky .
Os escritores cujos trabalhos saíram na The Freeman nas suas últimas décadas incluíam libertários como Charles W. Baird, Donald J. Boudreaux, Clarence Carson, Stephen Davies, Richard Epstein, Burton Folsom, Jr., David R. Henderson, Robert Higgs, David Kelley, Tibor Machan, Wendy McElroy, Lawrence W. Reed, George Reisman, Hans Sennholz, Bernard Siegan, John Stossel, George Leef, Thomas Szasz e Walter E. Williams .
Em 15 de outubro de 2012, a FEE anunciou que Max Borders assumiria o cargo de editor, substituindo Sheldon Richman, que era editor desde 1997. Em 25 de setembro de 2015, Borders renunciou ao cargo de editor, e o editor-chefe BK Marcus o sucedeu como editor final do The Freeman. Em setembro de 2016, a FEE anunciou que deixaria de publicar The Freeman .

### Editores
The Freeman teve os seguintes editores (alguns períodos coincidem devido à coedição):
- John Chamberlain, outubro de 1950–fevereiro de 1953
- Suzanne La Follette, outubro de 1950–fevereiro de 1953
- Forrest Davis, maio de 1952–fevereiro de 1953
- Henry Hazlitt, outubro de 1950–outubro de 1952, fevereiro de 1953–janeiro de 1954
- Florence Norton, fevereiro de 1953–junho de 1954
- Frank Chodorov, julho de 1954–dezembro de 1955
- Paul Poirot, janeiro de 1956–outubro de 1985
- Charles H. Hamilton, novembro de 1985–fevereiro de 1986
- John W. Robbins, julho de 1982–dezembro de 1993, julho de 1992–janeiro de 1994
- Beth Hoffman, janeiro de 1986–junho de 1992, março de 1994–novembro de 1997
- Brian Summers, janeiro de 1986–maio de 1992
- Sheldon Richman, dezembro de 1997–outubro de 2012
- Max Borders, outubro de 2012–setembro de 2015[21]
- BK Marcus, setembro de 2015–setembro de 2016[22][2]